# Kung Kao Po

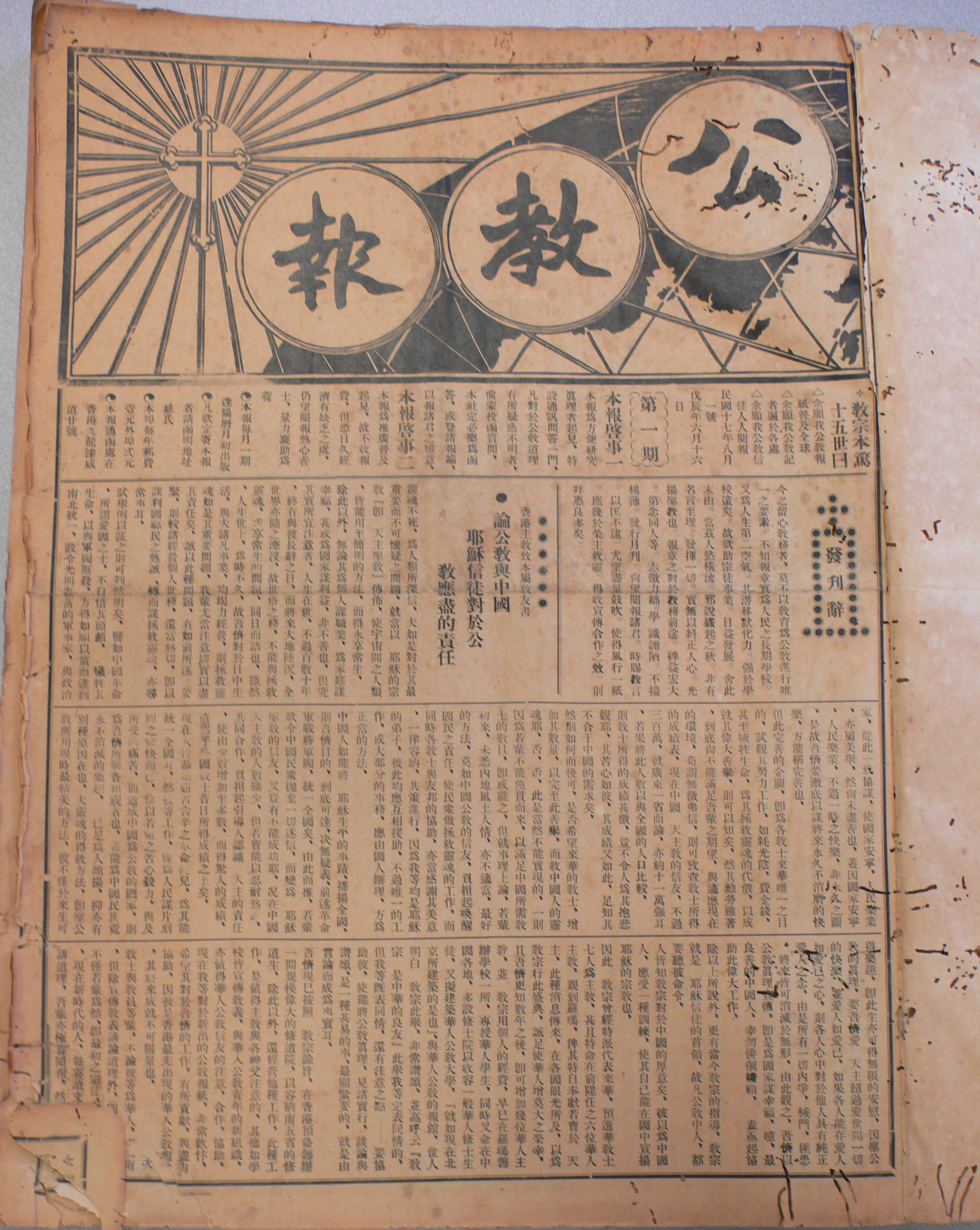
Eerste druk van de Kung Kao Po

Kung Kao Po (spreek uit als [Kong Kaauw Poow]) is een traditioneel Chineestalige krant in  Hongkong. Op 1 augustus 1928 werd de Kung Kao Po voor het eerst gedrukt door het Bisdom van Hongkong.
De krant wordt elke vrijdag op tabloidformaat geprint in traditioneel Chinees. De krant vertelt het lokale en internationale nieuws dat over de Rooms-Katholieke Kerk gaat. Andere onderwerpen zijn columns, betogen en jeugdzaken.
Kung Kao Po wordt verspreid door de katholieke kerken in Hongkong. Door abonnementen is de krant ook te lezen in Chinese rooms-katholieke kerken buiten Hongkong. Sommige delen van de krant worden op de officiële website gezet en zijn vijf jaar lang te lezen op de site. 
Sinds 19 oktober 2003 is er een audioversie van de krant. Het is opgenomen in het Standaardkantonees en leverbaar in MP3-formaat op de officiële website van Kung Kao Po.